# 52. Armee (Japanisches Kaiserreich)
Die 52. Armee (jap. 第52軍, Dai-gojūni-gun) war ein Großverband des Kaiserlich Japanischen Heeres, der im letzten Kriegsjahr 1945 aufgestellt und aufgelöst wurde. Ihr Tsūshōgō-Code (militärischer Tarnname) war Sieg (捷, Shō).

## Geschichte
Nachdem die Alliierten am 19. Februar 1945 auf der ca. 1000 km vom japanischen Festland gelegenen Insel von Iwojima gelandet waren traf das Daihon’ei (Japanisches Hauptquartier) eiligst Vorbereitungen für die bevorstehende Landung der US Army, die von diesen Operation Downfall genannt wurde. Zu diesem Zweck wurden allein im Jahr 1945 mehrere Armeen mit über 80 Divisionen für die geplante Operation Ketsu-gō neu ausgehoben. Am 7. April 1945 wurde die 52. Armee unter dem Kommando von Generalleutnant Shigeta Tokumatsu aufgestellt und der 12. Regionalarmee unterstellt. Hauptquartier der 52. Armee war Sakura in der Nähe Tokios. Sie bestand aus der 3. Garde-Division und den Infanteriedivisionen 147, 152 und 234. Während die Garde-Division vollständig ausgerüstet war und aus gut trainierten Soldaten bestand, handelte es sich bei den meisten 1945 aufgestellten Division um eiligst ausgehobene Rekruten, unter ihnen viele Studenten. Aus Mangel an Gewehren wurden viele der Rekruten mit Bambusspeeren ausgerüstet. Ohne in Kampfhandlungen verwickelt worden zu sein wurde die 52. Armee am Kriegsende im August 1945 aufgelöst.

## Armeeführung
|                  | Name                              | Von           | Bis              |
| ---------------- | --------------------------------- | ------------- | ---------------- |
| Oberbefehlshaber | Generalleutnant Shigeta Tokumatsu | 7. April 1945 | 15. August 1945  |
| Stabschef        | Generalmajor Tamaoki Harukazu     | 6. April 1945 | 10. Oktober 1945 |

## Untergeordnete Einheiten
Gliederung der 52. Armee wie folgt (Stand April 1945):
- 52. Armee-Stab
- 3. Garde-Division
- 147. Division
- 152. Division
- 234. Division
- 3. Selbstständige Panzer-Brigade
- 8. Artillerie-Brigade
  - 2. Artillerie-Regiment
  - 14. Selbstständiges Gebirgsartillerie-Regiment
  - 14. Schweres Artillerie-Regiment
  - 27. Schweres Feldartillerie-Regiment
  - 7. Schweres Feldartillerie-Bataillon
  - 18. Schweres Feldartillerie-Bataillon
  - 11. Selbstständiges Schweres Artillerie-Bataillon
  - 42. Selbstständiges Schweres Artillerie-Bataillon
  - 40. Mörser-Bataillon
- 24. Panzerabwehr-Bataillon
- 69., 94., 95., 96. und 97. Selbstständiges Pionier-Bataillon
- 39. Fernmelde-Regiment
- 150. Versorgungs-Einheit
- 19. Straßenbau-Einheit